# Казацкое сельское поселение (Белгородская область)
Каза́цкое се́льское поселе́ние — упразднённое муниципальное образование в Яковлевском районе Белгородской области.
Административный центр — село Казацкое.
19 апреля 2018 года упразднено при преобразовании Яковлевского района в городской округ.

## История
Казацкое сельское поселение образовано 20 декабря 2004 года в соответствии с Законом Белгородской области № 159.

## Население
| 2010 | 2011 | 2012 | 2013 | 2014 | 2015 | 2016 |
| ---- | ---- | ---- | ---- | ---- | ---- | ---- |
| 960  | ↘956 | ↘944 | ↘932 | ↘931 | ↗946 | ↗950 |
| 2017 | 2018 |      |      |      |      |      |
| ↘938 | ↘913 |      |      |      |      |      |

## Состав сельского поселения
| № | Населённый пункт | Тип населённого пункта       | Население |
| - | ---------------- | ---------------------------- | --------- |
| 1 | Казацкое         | село, административный центр | ↗595      |
| 2 | Крестов          | хутор                        | ↗32       |
| 3 | Новоказацкий     | хутор                        | ↗29       |
| 4 | Новочеркасский   | хутор                        | ↗76       |
| 5 | Триречное        | село                         | ↘228      |